# Allelopathie

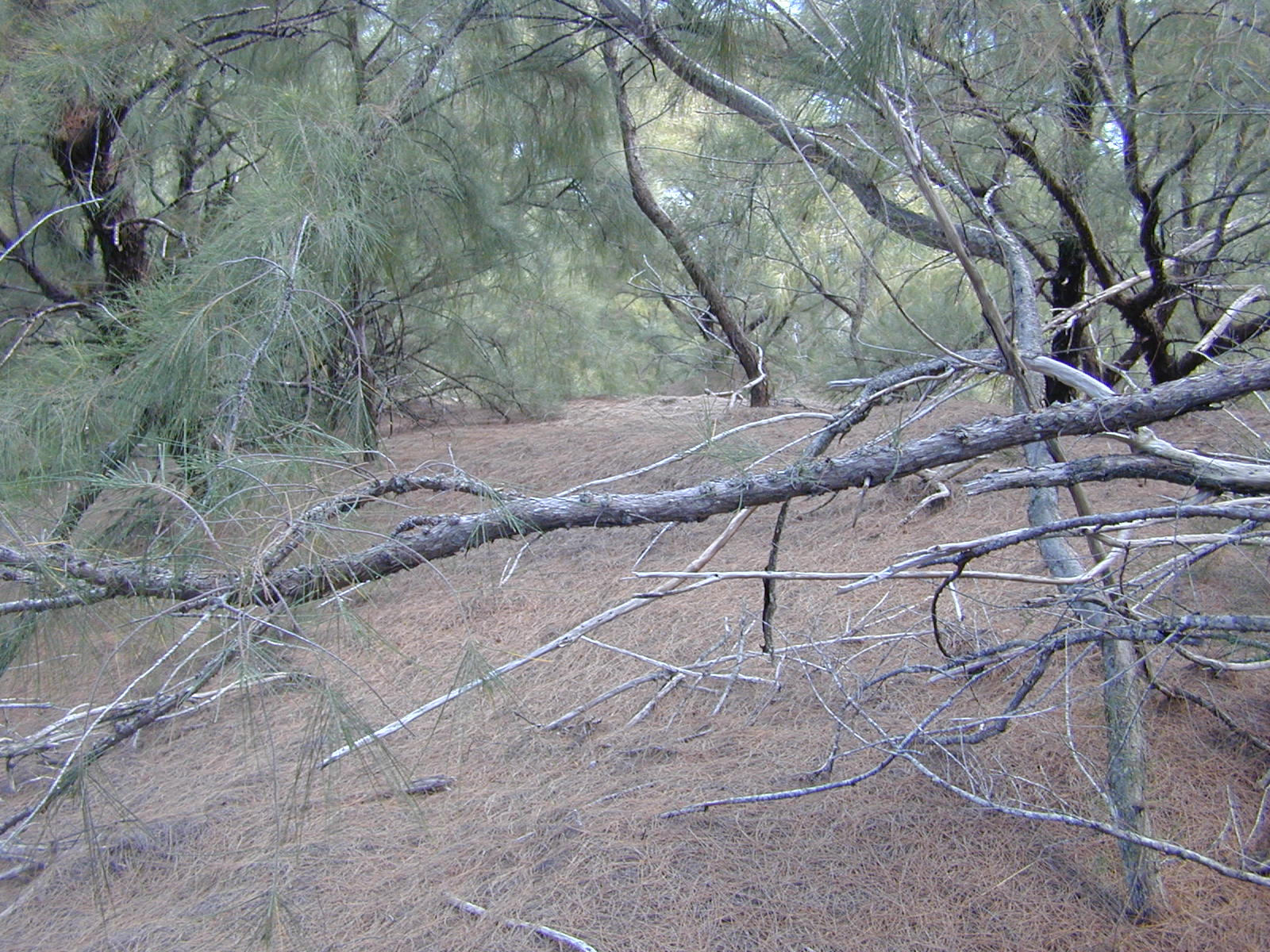
Schachtelhalmblättrige Kasuarine in einem hawaiianischen Wald, die trotz ausreichenden Wasserangebots keinen Wuchs anderer Pflanzen in ihrem Einflussbereich zulässt.

Unter Allelopathie versteht man Wechselwirkungen, die durch die Abgabe von selbst produzierten oder beim Zerfall freigesetzten chemischen Verbindungen (allelochemicals) zwischen Pflanzen derselben oder verschiedener Arten, Pflanzen und Mikroorganismen bzw. Pflanzen und Pilzen induziert werden. Die chemische Ökologie beschreibt Synthese, Verteilung, Persistenz und Wirkung dieser Stoffe im Empfängerorganismus. Der Begriff geht auf den österreichischen Botaniker Hans Molisch zurück, der ihn 1937 kurz vor seinem Tode prägte und damit den gleichnamigen Wissenschaftszweig begründete.
Der Begriff Allelopathie wird nicht völlig einheitlich gehandhabt. Die dem Altgriechischen entlehnte Wortbildung aus αλλήλων allélon „einander, gegenseitig“ und πάθος páthos „Leiden“ beinhaltet streng genommen, dass Organismen sich gegenseitig schädigen oder zumindest in ihrer Entwicklung hemmen. Tatsächlich wird Allelopathie häufig anschaulich-griffig als „chemischer Krieg zwischen Pflanzen“ bezeichnet. Molisch war sich allerdings bewusst, dass dieselben hemmend bzw. schädigend wirkenden chemischen Substanzen in einer geringeren Konzentration vielfach auch genau gegenteilige Effekte auslösen können,  ein Phänomen, das bereits seit Paracelsus als Hormesis bekannt war. Molisch bezog auch diese positiven Effekte in seine Begriffsdefinition mit ein.
In den folgenden Jahren und Jahrzehnten entbrannte ein Forscherdisput über die Begriffsdefinition, der 1971 einen ersten Höhepunkt durch eine Arbeit von Whittaker und Feeny erreichte, die den Begriff sehr weit fassen wollten. Sie verstanden Allelopathie als Unterbegriff der Allelochemie, worunter sie alle auf chemischen Reaktionen beruhenden Wechselwirkungen unter Organismen verstanden. Der amerikanische Forscher Elroy Leon Rice definierte 1984 Allelopathie schließlich als jegliche Einflussnahme einer Pflanze (oder eines Mikroorganismus) auf eine andere, der durch freigesetzte chemische Substanzen zustande kommt. Kritiker warfen dagegen ein, dass selbst eine von einem leckgeschlagenen Tanker ausgelöste Ölpest diese Definition von Allelopathie erfüllen würde. Trotzdem hat sie sich teils bis heute gehalten. In jüngster Zeit hat man sich allerdings vielfach wieder auf Molischs ursprüngliche Definition zurückbesonnen. Andererseits wird der Begriff neuerdings auch in der Zoologie verwendet, um damit die gegenseitige Beeinflussung sessiler Tiere wie Korallen und Schwämme auf chemischem Wege zu bezeichnen.
Die bei der Allelopathie wirksamen Substanzen, sogenannte Allelochemikalien, sind in der Regel Produkte des pflanzlichen Sekundärstoffwechsels und werden aus einigen wenigen Ausgangssubstanzen (aromatische Aminosäuren, einige andere) synthetisiert. Ihre Verbreitung erfolgt in gasförmiger (Verdunstung), flüssiger (Wurzelexsudate, Auslaugen durch Regen, Nebel, Tau) oder fester Form (verrottende Pflanzen bzw. Pflanzenteile).
Auf Initiative Indiens wurde 1998 die International Allelopathy Society (IAS) gegründet. Sie soll Forschungen und Erkenntnisse zur Allelopathie weltweit fördern und verbreiten.

## Beispiele

Allelopathie bei Juglans regia

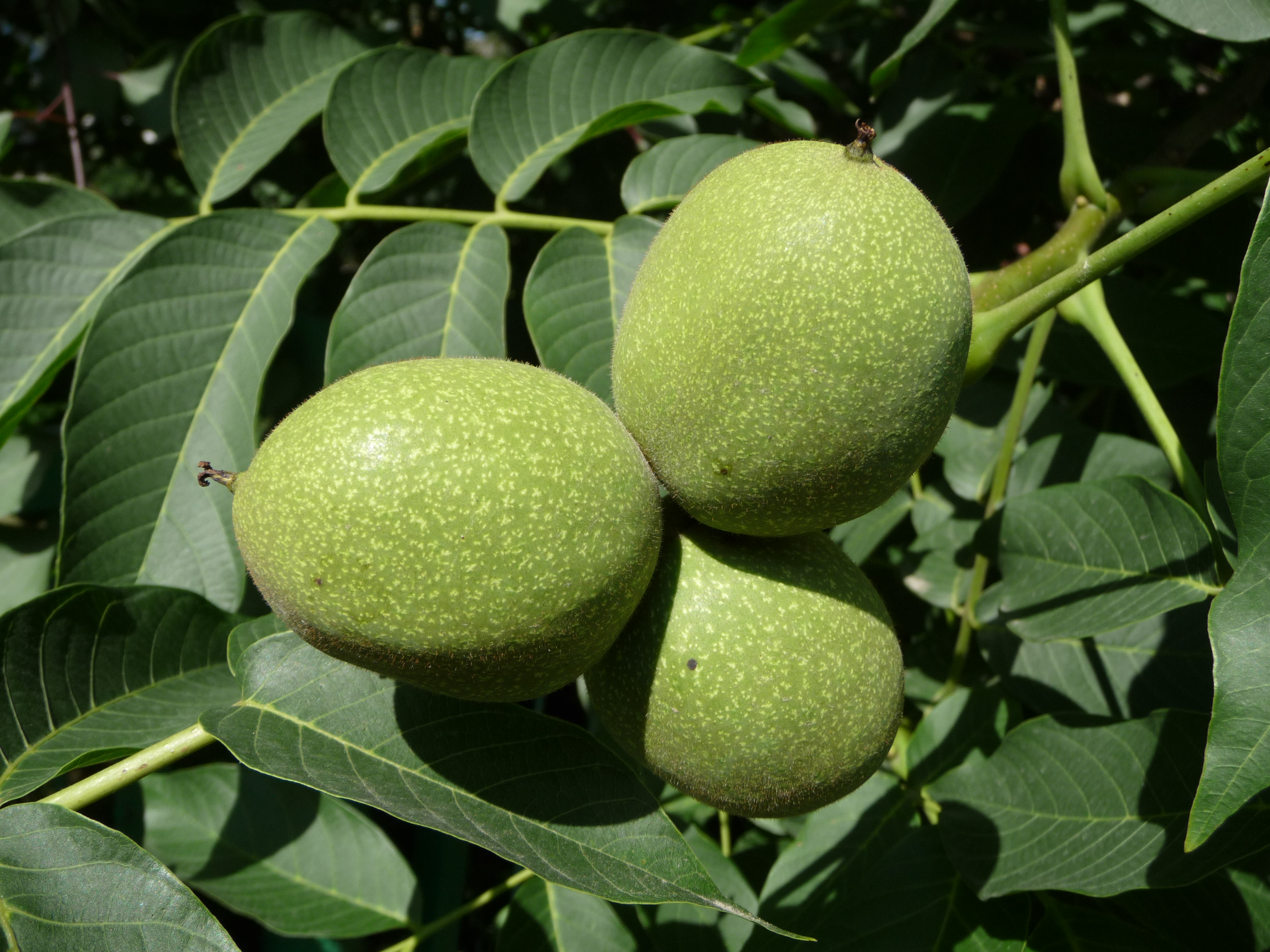
Die grünen Schalen der unreifen Früchte des Walnussbaums (Juglans regia L.) enthalten Juglon.

Ein klassisches Beispiel für allelopathische Wirkung ist die vom Echten Walnussbaum (Juglans regia) abgegebene Substanz Juglon. Diese gelangt von den Blättern des Baumes über Auswaschung in den Boden. Die zunächst inaktive Form wird dort von Bodenmikroben umgewandelt und in ihre aktive Form überführt. Juglon wirkt bereits in sehr geringen Konzentrationen hemmend auf die Keimung anderer Pflanzen.
Bei Wasserpflanzen versteht man unter Allelopathie die aktive chemische Einwirkung einer Pflanze auf ihre Umwelt und damit auch auf andere Pflanzen oder auch gegenüber Algen, wie etwa die Krebsschere. Dabei phytotoxisch (bzw. gegenüber der eigenen Art autotoxisch) bzw. algizid wirkende Substanzen sind vor allem Phenole und phenolische Verbindungen. Allelopathische Wirkungen bestehen jedoch nicht nur von Pflanzen ausgehend gegen Pflanzen oder Algen, sondern auch Algen können allelopathische Stoffe gegen Pflanzen produzieren.